# Fanebærer
En fanebærer er en person, der bærer en fane, og fanebærere findes i alle de sammenhænge, hvor man finder faner.
Til OL er fanebærerne således aktive under åbnings- og afslutningsceremonierne.
I militæret har mange enheder en fane, og under kamp har fanen været et oplagt samlingspunkt, såvel som et oplagt sted for modstanderen at angribe.
Også en del foreninger har faner, og i nogle af disse foreninger har man på generalforsamlingen valgt fanebærere.